# 石柯 (植物)
石柯（学名：Lithocarpus pasania）为壳斗科柯属的植物。分布在印度东北部以及中国大陆的西藏等地，生长于海拔850米的地区，多生在山地常绿阔叶雨林中，目前尚未由人工引种栽培。

## 别名
椆柯（广西植物）